# Vasterön
Vasterön är en halvö i Finland.   Den ligger i landskapet Österbotten, i den centrala delen av landet, 400 km norr om huvudstaden Helsingfors. Vasterön ligger på ön Larsmo.